# 十三宝塚遺跡
十三宝塚遺跡（じゅうさんぽうづかいせき）は、群馬県伊勢崎市境伊与久にある、奈良時代の遺跡。1988年1月11日に国の史跡に指定された。

## 概要
十三宝塚遺跡では、1973年から1976年にかけて、工業団地建設に先立って発掘調査が実施された。一帯は伊勢崎市内でも遺跡の集中する地域で、北東1.5キロには下谷（したや）古墳群がある。また、遺跡の北には古代の主要道であった東山道駅路が通っていた。本遺跡からは、上野国佐位郡の郷名を記した文字瓦が出土し、佐位郡の郡衙の遺構とする説もあった。しかし、検出された建物群の配置や、出土品に仏像、仏具などの仏教関係品が多いことから、遺跡の中心部分は郡衙ではなく仏教寺院の跡とみなされるようになっている。
遺跡地は南北約390メートル、東西は200メートル以上に及ぶ。西辺と南辺は幅4.7メートル、深さ2メートルほどの溝で区画され、東辺は自然地形の谷になっている。北辺は古代の官道である東山道駅路が通っていたが、官道のルート変更により、牛堀（東山道の側溝を利用した古代の用水路）となっている。

## 遺構
遺跡地の中央北寄りに、掘立柱の廻廊状遺構で囲まれた一画がある。この一画は、東辺90メートル、南辺82メートル、西辺85メートル、北辺70メートルの不整四辺形をなす。そのほぼ中央に東西20メートル、南北16メートルの基壇跡があり、桁行3間、梁間2間の建物が建っていた。この基壇の南西側には一辺12メートルの方形の基壇があり、廻廊状遺構の南辺には門跡（主柱の前後に控柱が2本ずつ立つ四脚門）がある。これらの建物跡は、佐位郡衙跡とする説もあったが、現在では中央の基壇が寺院の金堂跡、南西の基壇が塔跡とみなされている。
廻廊状遺構の東側には、掘立柱建物跡約30棟、竪穴建物跡約50棟のほか、井戸、土壙などが検出されている。

## 出土品

出土品伊勢崎市赤堀歴史民俗資料館展示。

出土品には仏教関係遺物が多く、如来の塑像、菩薩像の押出仏（薄い銅板を型に乗せ、槌で叩いて図柄を表したもの）、三彩の火舎（かしゃ、密教法具の一種）の獣脚、三彩の鉢、灰釉の浄瓶（細長い頸部を有し、肩に注口の付いた水瓶）、瓦塔などが出土している。出土瓦は笠懸瓦窯群の製品で、上野国分寺II期瓦と共通することから、十三宝塚遺跡の寺院も天平勝宝年間（749 - 757年）頃の創建とみられる。
出土した文字瓦には「佐」、「渕」、「反」、「雀」などの押印がみられる。「佐」は佐位郷、「渕」は渕名郷（ふちなのごう）、「反」は反治郷（はじのごう）、「雀」は雀部郷（ささいべのごう）を指し、いずれも上野国佐位郡内の地名である。
遺跡地では仏教寺院以外の生産活動も行われており、出土品からみて、鋳鉄・鋳銅を行う工房が存在したことが明らかである。具体的には鉄滓（製鉄過程で生じた不純物）、羽口（金属鋳造時に用いる送風管）、取鍋（とりべ、溶融した金属を型に流し込む際に用いる柄杓状のもの）、坩堝、鋳型、炉壁などが出土している。また、漆の付着した土器が多数出土しており、漆器工房の存在も想定される。
各地の国分寺の造営には国司のみならず郡司も協力していた。十三宝塚遺跡にあった寺院は、国分寺と同笵の瓦が使用されている点から、上野国分寺造営に協力した郡司檜前（ひのくま）氏の氏寺であった可能性が指摘されている。